# Remetea (Harghita)
Pour les articles homonymes, voir Remetea.
Remetea (en hongrois : Gyergyóremete) est une commune du județ de Harghita en Roumanie.